# Kazuyoshi Kaneko
Kazuyoshi Kaneko (金子 一義, Kaneko Kazuyoshi), né le 20 décembre 1942 à Takayama (Japon), est un homme politique japonais. Membre du Parti libéral-démocrate, il est ministre d'État pour la Réforme réglementaire et la Corporation de revitalisation industrielle entre 2003 et 2004 puis ministre du Territoire, des Infrastructures, des Transports et du Tourisme entre 2008 et 2009.